# Paul Beylich

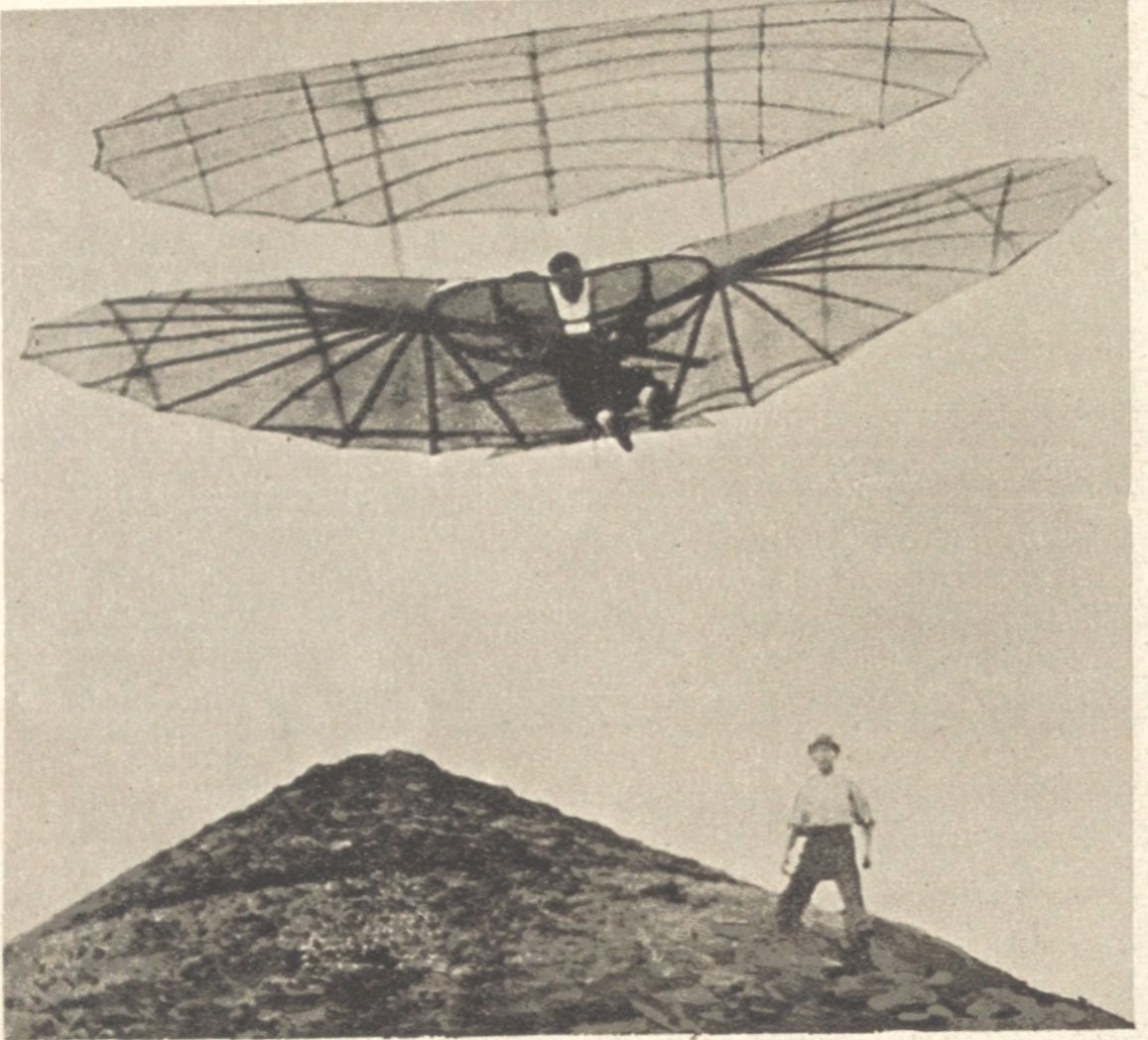
Otto Lilienthal im Großen Doppeldecker mit seinem Assistenten Paul Beylich

Ernst Paul Beylich (4. Dezember 1874 in Finsterwalde – 9. Juni 1965 in Berlin-Lichterfelde) war gelernter Schlosser und persönlicher Assistent von Otto Lilienthal bei all seinen Flugversuchen. Beylich gilt als der erste Fluggerätmechaniker der Welt.

## Werdegang
Der Sohn eines Schmieds war gelernter Schlosser, die Lehre hatte er in seiner Heimatstadt Finsterwalde absolviert. Ab dem 1. Mai 1893 arbeitete er in der Maschinen- und Dampfkesselfabrik von Otto Lilienthal und wurde von ihm mit dem Bau der flugtechnischen Konstruktionen beauftragt. Beylich war ab 1893 der Erbauer aller Flugapparate Lilienthals sowie des in Serie gebauten Normalsegelapparats.

„Die erste Arbeit, die ich verrichten musste, war das Aufschütten unseres Hügels in Berlin-Lichterfelde, der über einer Halle für die Flugmaschinen errichtet wurde. Dann erst musste ich nach seinen Angaben an den Bau der Gleitflieger gehen. Im Juni 1893 hatte ich den Hügel fertig.“

Als persönlicher technischer Assistent war Beylich ab 1893 nach eigener Aussage bei allen Flugversuchen Lilienthals dabei, auch bei dessen Absturz am 9. August 1896 bei Stölln am Gollenberg, an dessen Folgen Otto Lilienthal am 10. August 1896 starb. Beylichs Erinnerungen sind eine wertvolle Quelle zum Unfallhergang:

„Am 9. August 1896 waren wir in den Stöllner Bergen. Wie immer flog Lilienthal. Plötzlich sah ich wie er in der Luft stehen blieb und dann wie ein Stein auf die Erde stürzte. Ich lief so schnell ich konnte hinab. Lilienthal war bei Bewusstsein und sagte: ‚Es ist gar nichts. Ich will sogleich weiter fliegen!‘ Ich antwortete ihm, daß die Maschine noch entzwei, da hatte er aber schon das Bewusstsein verloren.“

Am 10. August 1932 nahm Beylich an der Einweihung des Lilienthal-Denkmals auf dem Fliegeberg in Berlin-Lichterfelde teil, das bis heute besteht. An die Helfer Lilienthals erinnert eine Steinplatte am Fuße des Hügels.
In einem Interview vom 4. Dezember 1964 anlässlich seines 90. Geburtstages sagte Beylich, dass er seinen letzten Gleiter 1962 ohne Aufzeichnungen gebaut habe, da er „die Maße alle im Kopf“ habe. Den Gleiter in Originalgröße baute Beylich zusammen mit einigen Helfern am Karpfenteich in Berlin-Lichterfelde (Lage). Zum Erstaunen der Helfer hatte er sich viele Einzelheiten gemerkt. Der Nachbau war einige Jahre in der Deutschen Luftfahrtsammlung am Fliegeberg zu sehen, ehe die Sammlung Mitte der 1970er Jahre ins Deutsche Museum nach München kam.

## Ehrungen

### Gedenken
Auf dem Gollenberg in den Stöllner Bergen des Havellands erinnert ein Gedenkstein an den Fluggerätemechaniker Paul Beylich mit der Inschrift:
| DEM MITARBEITER OTTO LILIENTHALS PAUL BEYLICH 1874 – 1965 |

Auf der Steinplatte am Fliegeberg in Berlin-Lichterfelde steht:
| PAUL BEYLICH HUGO EULITZ PAUL SCHAUER HELFER OTTO LILIENTHALS BEI PRAKTISCHEN FLUGVERSUCHEN 1891 – 1896 |

### Rezeption
Die Mai-Ausgabe 2025 der Comic-Zeitschrift Mosaik zeigt die Erfinder Otto und Gustav Lilienthal sowie den pfiffigen Lehrlingsgehilfen Paul. Die abgeschlossene Geschichte mit dem Titel Der Traum vom Fliegen (Mosaik 593) behandelt – stark verkürzt und nicht chronologisch – die Zeit zwischen Pauls Anstellung im Mai 1893 und Lilienthals erstem Flugversuch bei Derwitz im Jahr 1891.
Pauls Sprache in den Sprechblasen ist stark vom Berliner Dialekt geprägt. In Interviewaufnahmen ist zu hören, dass Beylich eine von einem in Südbrandenburg verbreiteten Lausitzer Dialekt gefärbte Sprache verwendete.

## Sammlung
Im Jahr 1981 erwarb das Otto-Lilienthal-Museum in Anklam von Dorothea Frey, der Enkelin Beylichs, einige von Lilienthals Modellzeichnungen.
Anfang 2018 bekam das Museum den Nachlass des Fluggerätemechanikers von dessen Urenkelin Andrea Frey. Der Nachlass umfasst mehr als einhundert historische Fotos, Briefe, Bücher und Zeitschriftenartikel.